# Sam Lowes
Samuel Deane Lowes (Lincoln, 14 settembre 1990) è un pilota motociclistico britannico vincitore del campionato mondiale Supersport nel 2013.

## Carriera
Anche suo fratello gemello, Alex Lowes, corre come pilota professionista.

### Gli inizi

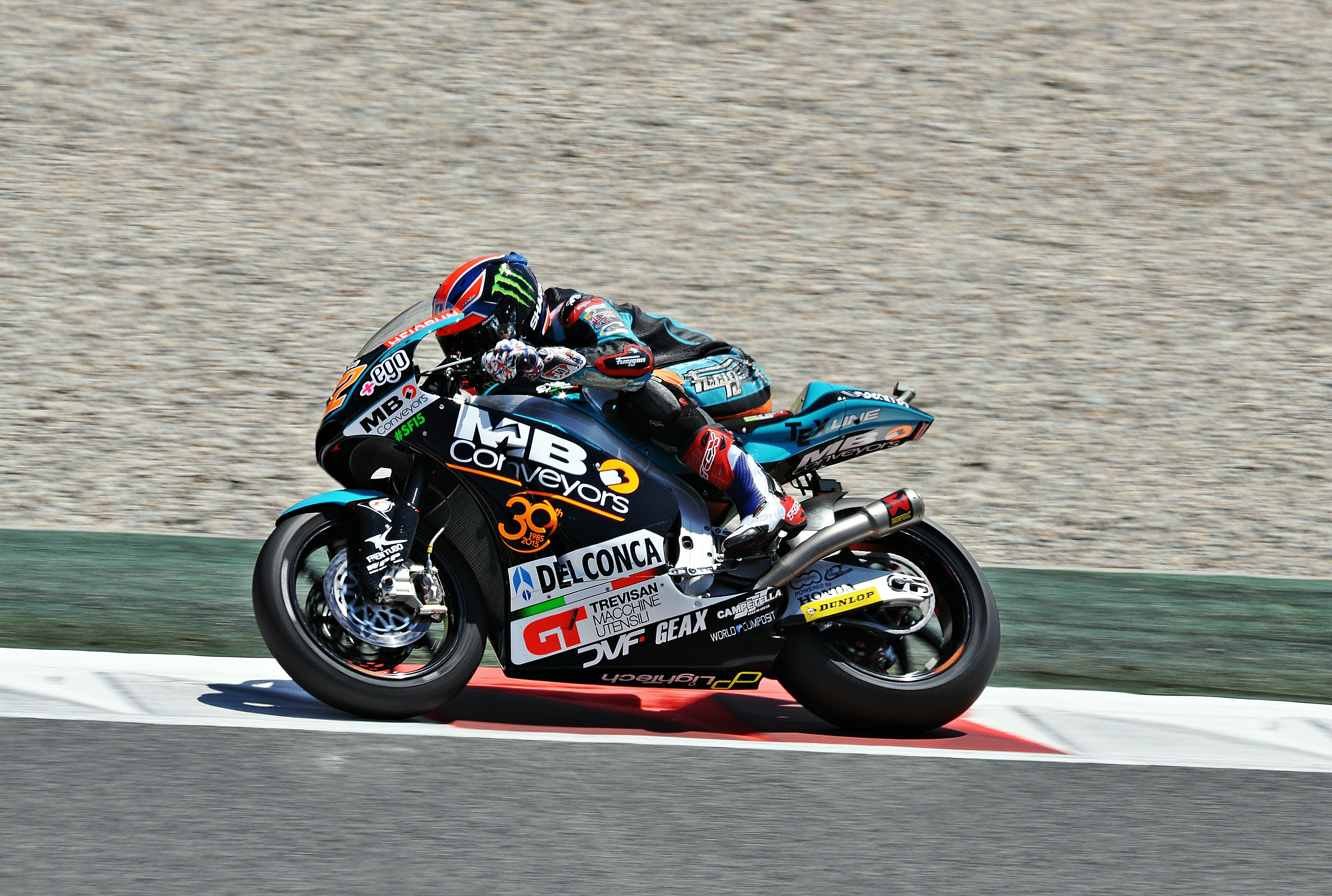
Lowes al Gran Premio di Catalogna 2015

Dopo aver concluso in 20ª posizione con 17 punti il campionato europeo Superstock 600 nel 2008 alla guida di una Honda CBR600RR, partecipa al mondiale Supersport nel 2009, correndo gli ultimi cinque Gran Premi sulla Honda CBR600RR del team Echo CRS Grand Prix, con compagno di squadra Michael Laverty, senza ottenere punti. Nel 2010 corre il Gran Premio di Silverstone in qualità di wild card a bordo di una Honda CBR600RR, ottenendo 6 punti, nello stesso anno è campione britannico Supersport. 

### Mondiale Supersport
Nel 2011 corre la Honda CBR600RR del team Parkalgar, con compagno di squadra Miguel Praia, ottenendo tre secondi posti (Aragona, Imola e Magny-Cours) e tre terzi posti a Phillip Island, Misano Adriatico e Nürburgring. Durante la gara di Assen è protagonista di un high side che gli causa un trauma cranico e la frattura di una clavicola.
Nel 2012 passa al team Bogdanka PTR Honda; il compagno di squadra è Mathew Scholtz. Ottiene pole position e secondo posto a Imola e Monza e un'altra pole position ad Assen. Ottiene la sua prima vittoria a Donington, ripetendosi in Aragona. Ottiene un'altra pole position a Misano Adriatico. Giunge secondo a Silverstone e Magny-Cours. Finisce al 3º posto con 172 punti. Nel 2013 passa al team Yakhnich Motorsports equipaggiato da una Yamaha YZF R6. I risultati in campionato lo vedono vincitore in 6 gare, giungendo secondo nelle prove restanti, ad eccezione del GP di Aragon, unico ritiro stagionale di Lowes. Tale ruolino gli consente di vincere il titolo iridato con 250 punti.

### Moto2
Nel 2014 passa nella classe Moto2 del motomondiale, alla guida di una Speed Up SF14. Ottiene come miglior risultato un quinto posto in Australia e termina la stagione al 13º posto con 67 punti. Nel 2015 ottiene la sua prima vittoria nel motomondiale al Gran Premio delle Americhe, un secondo posto in Australia, tre terzi posti (Argentina, Olanda e Aragona) e tre pole position (Qatar, Italia e Gran Bretagna). Chiude la stagione al quarto posto in classifica con 186 punti.
Nel 2016 passa al team Federal Oil Gresini alla guida di una Kalex Moto2. Ottiene due secondi posti (Argentina e Americhe) e una pole position in Argentina. Con il secondo posto in Argentina diventa il leader del campionato con 47 punti. Rafforza la leadership a Jerez conquistando la pole e la vittoria. In Italia giunge terzo dopo essere partito dalla pole position. Giunge terzo in Repubblica Ceca. Ottiene la pole position in Gran Bretagna. In Aragona vince dopo essere partito dalla pole position. Conclude la stagione al 5º posto con 175 punti.

### 2017: la parentesi in MotoGP
Nel 2017 passa in MotoGP guidando l'Aprilia RS-GP dell'Aprilia Racing Team Gresini; il compagno di squadra è Aleix Espargaró. Ottiene come miglior risultato un tredicesimo posto in Giappone e termina la stagione al 25º posto con 5 punti. 

### Ritorno in Moto2
Nel 2018 corre in Moto2 sulla KTM del team Swiss Innovative Investors; il compagno di squadra è Iker Lecuona. Ottiene come miglior risultato un quinto posto in Germania e termina la stagione al 16º posto con 49 punti. Nel 2019 torna a guidare la Kalex del team Gresini, come nella stagione 2016. Ottiene come miglior risultato due quinti posti (San Marino e Aragona) e chiude la stagione al 16º posto con 66 punti.
Nel 2020 corre sulla Kalex del team Marc VDS Racing, con compagno di squadra Augusto Fernández. Ottiene tre vittorie (Francia, Aragona e Teruel), due secondi posti (Repubblica Ceca e Catalogna), un terzo posto nel Gran Premio dell'Emilia Romagna e tre pole positionː San Marino, dove però partirà dai box per una penalità comminatagli a seguito di un incidente nel precedente GP di Stiria, Aragona e Teruel. Conclude la stagione al terzo posto con 196 punti. In questa stagione è costretto a saltare il Gran Premio del Qatar a causa di un infortunio alla spalla destra rimediato in un test pre-stagionale.
Nel 2021 rimane nello stesso team. Ottiene tre vittorie (Qatar, Doha ed Emilia Romagna), due terzi posti (Spagna e Algarve) e sei pole position (Qatar, Doha, Portogallo, Austria, Aragona ed Emilia Romagna) e chiude la stagione al quarto posto con 190 punti.
Nel 2022 corre per il terzo anno con il team Marc VDS Racing, il compagno di squadra è Tony Arbolino. In Qatar ottiene un terzo posto. Dopo una serie di gare concluse anzitempo ritirandosi, torna sul podio al Gran Premio di Germania dopo essere partito dalla pole position. In seguito è costretto a saltare diversi eventi per infortunio, chiude la stagione al diciannovesimo posto. Nel 2023 inizia il quarto anno con Marc VDS, in occasione del Gran Premio di Spagna fa siglare l'Hat trick conquistando pole, vittoria e giro più veloce. Nel proseguimento del campionato non riuscirà più a salire sul podio, campionato che porta a termine in dodicesima posizione.

### Mondiale Superbike
Nel 2024, pur rimanendo legato alla squadra con cui ha gareggiato negli ultimi quattro anni, esordisce nel mondiale Superbike. In sella ad una Ducati Panigale V4R chiude al diciottesimo posto in campionato e quarto nella graduatoria del Trofeo Indipendenti.

## Risultati in gara

### Campionato mondiale Supersport
| 2009 | Moto  |  |  |  |  |  |  |  |  |  |    |    |     |     |     | Punti | Pos. |
| ---- | ----- |  |  |  |  |  |  |  |  |  | -- | -- | --- | --- | --- | ----- | ---- |
| 2009 | Honda |  |  |  |  |  |  |  |  |  | 18 | 16 | Rit | Rit | Rit | 0     |      |

| 2010 | Moto  |  |  |  |  |  |  |  |  |  |    |  |  |  |  | Punti | Pos. |
| ---- | ----- |  |  |  |  |  |  |  |  |  | -- |  |  |  |  | ----- | ---- |
| 2010 | Honda |  |  |  |  |  |  |  |  |  | 10 |  |  |  |  | 6     | 25º  |

| 2011 | Moto  |   |     |     |   |   |   |   |     |   |   |   |     |  |  | Punti | Pos. |
| ---- | ----- | - | --- | --- | - | - | - | - | --- | - | - | - | --- |  |  | ----- | ---- |
| 2011 | Honda | 3 | Rit | Rit | 5 | 3 | 2 | 6 | Rit | 3 | 2 | 2 | Rit |  |  | 129   | 6º   |

| 2012 | Moto  |   |   |     |   |   |    |   |   |   |    |    |   |   |  | Punti | Pos. |
| ---- | ----- | - | - | --- | - | - | -- | - | - | - | -- | -- | - | - |  | ----- | ---- |
| 2012 | Honda | 5 | 2 | Rit | 2 | 1 | 18 | 1 | 4 | 2 | 12 | 13 | 5 | 2 |  | 172   | 3º   |

| 2013 | Moto   |   |     |   |   |   |   |   |    |   |   |   |   |   |  | Punti | Pos. |
| ---- | ------ | - | --- | - | - | - | - | - | -- | - | - | - | - | - |  | ----- | ---- |
| 2013 | Yamaha | 2 | Rit | 1 | 1 | 1 | 1 | 2 | AN | 2 | 1 | 2 | 2 | 1 |  | 250   | 1º   |

| Legenda | 1º posto        | 2º posto            | 3º posto           | A punti      | Senza punti        | Grassetto – Pole position Corsivo – Giro più veloce |
| Legenda | Gara non valida | Non qual./Non part. | Ritirato/Non class | Squalificato | '-' Dato non disp. | Grassetto – Pole position Corsivo – Giro più veloce |

### Motomondiale
| 2014 | Classe | Moto     |   |    |   |     |   |   |     |     |    |    |     |   |    |   |     |   |     |   |  |  |  |  | Punti | Pos. |
| ---- | ------ | -------- | - | -- | - | --- | - | - | --- | --- | -- | -- | --- | - | -- | - | --- | - | --- | - |  |  |  |  | ----- | ---- |
| 2014 | Moto2  | Speed Up | 6 | 16 | 8 | Rit | 9 | 8 | Rit | Rit | 20 | 24 | Rit | 7 | 18 | 9 | Rit | 5 | Rit | 7 |  |  |  |  | 69    | 13º  |

| 2015 | Classe | Moto     |     |   |   |    |   |   |   |   |   |     |   |   |     |   |   |   |    |   |  |  |  |  | Punti | Pos. |
| ---- | ------ | -------- | --- | - | - | -- | - | - | - | - | - | --- | - | - | --- | - | - | - | -- | - |  |  |  |  | ----- | ---- |
| 2015 | Moto2  | Speed Up | Rit | 1 | 3 | 20 | 4 | 4 | 4 | 3 | 5 | Rit | 5 | 6 | Rit | 3 | 8 | 2 | 13 | 5 |  |  |  |  | 186   | 4º   |

| 2016 | Classe | Moto  |   |   |   |   |   |   |   |   |     |     |   |    |     |   |     |     |     |   |  |  |  |  | Punti | Pos. |
| ---- | ------ | ----- | - | - | - | - | - | - | - | - | --- | --- | - | -- | --- | - | --- | --- | --- | - |  |  |  |  | ----- | ---- |
| 2016 | Moto2  | Kalex | 9 | 2 | 2 | 1 | 6 | 3 | 6 | 4 | Rit | Rit | 3 | 21 | Rit | 1 | Rit | Rit | Rit | 4 |  |  |  |  | 175   | 5º   |

| 2017 | Classe | Moto    |    |     |     |    |    |    |    |     |     |    |    |     |     |    |    |    |     |     |  |  |  |  | Punti | Pos. |
| ---- | ------ | ------- | -- | --- | --- | -- | -- | -- | -- | --- | --- | -- | -- | --- | --- | -- | -- | -- | --- | --- |  |  |  |  | ----- | ---- |
| 2017 | MotoGP | Aprilia | 18 | Rit | Rit | 16 | 14 | 19 | 19 | Rit | Rit | 18 | 20 | Rit | Rit | 22 | 13 | 19 | Rit | Rit |  |  |  |  | 5     | 25º  |

| 2018 | Classe | Moto |     |    |    |   |    |     |   |   |   |   |     |    |     |    |     |    |    |    |     |  |  |  | Punti | Pos. |
| ---- | ------ | ---- | --- | -- | -- | - | -- | --- | - | - | - | - | --- | -- | --- | -- | --- | -- | -- | -- | --- |  |  |  | ----- | ---- |
| 2018 | Moto2  | KTM  | Rit | 13 | 24 | 8 | 13 | Rit | 9 | 9 | 5 | 9 | Rit | AN | Rit | 20 | Rit | 17 | 14 | 15 | Rit |  |  |  | 49    | 16º  |

| 2019 | Classe | Moto  |   |     |   |     |     |   |   |     |    |     |    |     |   |   |     |     |    |     |    |  |  |  | Punti | Pos. |
| ---- | ------ | ----- | - | --- | - | --- | --- | - | - | --- | -- | --- | -- | --- | - | - | --- | --- | -- | --- | -- |  |  |  | ----- | ---- |
| 2019 | Moto2  | Kalex | 6 | Rit | 7 | Rit | Rit | 9 | 9 | Rit | 11 | Rit | 24 | Rit | 5 | 5 | Rit | Rit | 20 | Rit | 10 |  |  |  | 66    | 16º  |

| 2020 | Classe | Moto  |    |   |   |   |   |    |   |   |   |   |   |   |     |    |   |  |  |  |  |  |  |  | Punti | Pos. |
| ---- | ------ | ----- | -- | - | - | - | - | -- | - | - | - | - | - | - | --- | -- | - |  |  |  |  |  |  |  | ----- | ---- |
| 2020 | Moto2  | Kalex | NP | 4 | 4 | 2 | 4 | SQ | 8 | 3 | 2 | 1 | 1 | 1 | Rit | 14 | 3 |  |  |  |  |  |  |  | 196   | 3º   |

| 2021 | Classe | Moto  |   |   |     |   |     |     |   |   |   |    |   |   |     |   |     |   |   |   |  |  |  |  | Punti | Pos. |
| ---- | ------ | ----- | - | - | --- | - | --- | --- | - | - | - | -- | - | - | --- | - | --- | - | - | - |  |  |  |  | ----- | ---- |
| 2021 | Moto2  | Kalex | 1 | 1 | Rit | 3 | Rit | Rit | 7 | 5 | 4 | 14 | 4 | 4 | Rit | 4 | Rit | 1 | 3 | 7 |  |  |  |  | 190   | 4º   |

| 2022 | Classe | Moto  |   |   |    |     |     |     |    |     |     |   |     |    |     |     |     |    |    |    |    |     |  |  | Punti | Pos. |
| ---- | ------ | ----- | - | - | -- | --- | --- | --- | -- | --- | --- | - | --- | -- | --- | --- | --- | -- | -- | -- | -- | --- |  |  | ----- | ---- |
| 2022 | Moto2  | Kalex | 3 | 4 | 10 | Rit | Rit | Rit | NP | Rit | Rit | 3 | Rit | NP | Inf | Inf | Inf | NP | 19 | 12 | NP | Inf |  |  | 55    | 19º  |

| 2023 | Classe | Moto  |   |    |    |   |    |     |   |    |   |     |   |     |    |     |    |     |    |   |    |   |  |  | Punti | Pos. |
| ---- | ------ | ----- | - | -- | -- | - | -- | --- | - | -- | - | --- | - | --- | -- | --- | -- | --- | -- | - | -- | - |  |  | ----- | ---- |
| 2023 | Moto2  | Kalex | 7 | 10 | 13 | 1 | 15 | Rit | 7 | 11 | 7 | Rit | 9 | Rit | 19 | Rit | 10 | Rit | 14 | 7 | 12 | 7 |  |  | 104   | 12º  |

| Legenda | 1º posto        | 2º posto            | 3º posto            | A punti      | Senza punti        | Grassetto – Pole position Corsivo – Giro più veloce |
| Legenda | Gara non valida | Non qual./Non part. | Ritirato/Non class. | Squalificato | '-' Dato non disp. | Grassetto – Pole position Corsivo – Giro più veloce |

### Campionato mondiale Superbike
| 2024 | Moto   |    |   |   |     |    |    |    |   |   |     |     |    |    |   |    |    |     |    |     |     |     |     |    |     |     |    |    |     |    |    |    |    |     |    |    |    |  |  |  |  |  |  | Punti | Pos. |
| ---- | ------ | -- | - | - | --- | -- | -- | -- | - | - | --- | --- | -- | -- | - | -- | -- | --- | -- | --- | --- | --- | --- | -- | --- | --- | -- | -- | --- | -- | -- | -- | -- | --- | -- | -- | -- |  |  |  |  |  |  | ----- | ---- |
| 2024 | Ducati | 13 | 8 | 7 | Rit | 11 | 12 | 19 | 7 | 6 | Rit | Rit | 13 | 19 | 8 | 16 | 12 | Rit | NP | Inf | Inf | Inf | Rit | 16 | Rit | Rit | 14 | 11 | Rit | NP | NP | 13 | 15 | Rit | 13 | 17 | 14 |  |  |  |  |  |  | 53    | 18º  |

| 2025 | Moto   |    |   |   |     |   |    |     |   |   |    |   |   |   |   |   |   |   |   |     |   |     |     |   |   |  |  |  |  |  |  |  |  |  |  |  |  |  |  |  |  |  |  | Punti | Pos. |
| ---- | ------ | -- | - | - | --- | - | -- | --- | - | - | -- | - | - | - | - | - | - | - | - | --- | - | --- | --- | - | - |  |  |  |  |  |  |  |  |  |  |  |  |  |  |  |  |  |  | ----- | ---- |
| 2025 | Ducati | 10 | 5 | 6 | Rit | 6 | 11 | Rit | 2 | 4 | 12 | 4 | 5 | 6 | 4 | 4 | 7 | 6 | 7 | Rit | 3 | Rit | Rit | 2 | 3 |  |  |  |  |  |  |  |  |  |  |  |  |  |  |  |  |  |  | 146   |      |

| Legenda | 1º posto        | 2º posto            | 3º posto           | A punti      | Senza punti        | Grassetto – Pole position Corsivo – Giro più veloce |
| Legenda | Gara non valida | Non qual./Non part. | Ritirato/Non class | Squalificato | '-' Dato non disp. | Grassetto – Pole position Corsivo – Giro più veloce |